# Antilopegrondeekhoorn
De antilopegrondeekhoorn (Ammospermophilus leucurus) is een zoogdier uit de familie van de eekhoorns (Sciuridae). De wetenschappelijke naam van de soort werd voor het eerst geldig gepubliceerd door Merriam in 1889.

## Kenmerken
Ze hebben een bruinachtig grijze vacht met een lichtere onderzijde en een witte flankstreep. De onderzijde van de donkere staart is wit. De lichaamslengte varieert van 15 tot 20 cm en de staart 7 tot 12 cm.

## Leefwijze
Deze dagactieve dieren zijn meestal in de ochtend- en avonduren actief. Ze zitten vaak rechtop om zich heen te kijken. Worden ze bedreigd, dan laten ze een scherp gefluit horen of tillen ze hun staart op, zodat de lichte onderzijde als een witte flits oplicht.

## Voorkomen
De soort komt voor in de uitgestrekte vlakten van Mexico en de Verenigde Staten.